# 刑事コジャック
『刑事コジャック』（けいじコジャック、原題：KOJAK）は、1973年から1978年までアメリカ・CBSテレビで放映された刑事ドラマ。ユニヴァーサル・スタジオ製作。日本では1975年から1979年までTBS系列で放映された。主演はテリー・サバラス。
視聴者だけではなく、実際に犯罪現場で働く刑事からも高い評価を受けた本作は、ピーター・フォーク主演の『刑事コロンボ』と並ぶ海外刑事ドラマのアイコンとして人気を誇ることとなった。

## 概要
CBSテレビと脚本家・プロデューサーのアビー・マンは、当時人気を誇っていたNBCの『刑事コロンボ』に対抗する刑事ドラマの構想を練っていた。大都会ニューヨークを舞台に、大げさなアクションや現実離れした美女など当時主流だった描写を排して地道な捜査活動をじっくりと見せるというリアル志向の刑事ドラマである。
セルウィン・ラーブの原作を元に企画が具体化すると、当時スランプに陥っていたテリー・サバラスを主演に白羽の矢が立てられた。サバラスの資質が、大都会をタフに生き抜くベテラン刑事のキャラクターに一致していたこともあるが、またサバラス自身がもつギリシア系の移民という要素を打ち出すことで、より作品にリアリティーと新鮮さを持ち込もうとしたのである。こうして、ロウアー・マンハッタン（南半分）で起こる殺人事件の数々に果敢に挑む、ギリシア系でスキン・ヘッドとダンディな風貌の「ニューヨーク怒りの用心棒」（日本での本放送時のキャッチコピーより）テオ・コジャックが産声を上げることとなる。
1973年のテレビ映画『刑事コジャック・スペシャル / マーカス＝ネルソン殺人事件』が高視聴率を上げたことを皮切りに、連続ドラマの制作に踏み切り同年の10月24日に初放送を開始。移民の街ニューヨークを舞台に市内全域の犯罪に取材したリアルな描写を盛り込み、巧みなストーリー展開をみせる高水準の脚本とニューヨークでのロケ撮影を中心にしたドキュメンタリータッチの演出はたちまち評判を呼びまた、高視聴率を維持したまま5シーズンも続けられ、終了後もテレビ映画として何度か復活している（後述）。
放送開始までは『特攻大作戦』『狼の挽歌』などのエキセントリックな演技が目立つ、知る人ぞ知る性格俳優・悪役俳優でしかなかったテリー・サバラスは、本作によって幅広い人気を獲得することとなった。また、コジャックの魅力を十二分に演じきったサバラスは、エミー賞の連続ドラマ部門で主演男優賞を受賞した。また、無名時代のシルヴェスター・スタローン、クリストファー・ウォーケン、リチャード・ギア、ハーヴェイ・カイテルなどが、ゲスト出演していたことでも知られる。
ドラマ中で使われた音楽は現在でも多くの人を魅了している。マンハッタンサウス分署（ミッドタウンサウス分署があるがドラマの舞台と別である。ニューヨーク市警察の多くの所轄はナンバー署）は、実在しない架空の分署である。庁舎外観は第9分署が使われた。

## 日本での放送
日本では、TBSにて火曜日22時台に放送された。人気番組だった『鬼警部アイアンサイド』の後番組としてスタートしたことも幸いしたが、ほどなく独自の人気を獲得して高視聴率番組となった。
コジャックの吹き替えには、当時ジャン・ギャバンなど渋い役柄を得意としていた森山周一郎があたることとなった。その他のレギュラーの吹き替えキャスティングは、「長丁場になるので森山さんの気の合う人を」とプロデューサーの勧めから森山の意向が大きく反映され、柳生博など声優ではなく主に俳優として活動していた人物が多く起用されている。
森山は、下町で活躍していた大工の長をモデルとして、日本独自のくせのあるいぶし銀の人間味あふれるコジャック像を生み出した。また、人気となったコジャック像には、額田やえ子による人物の個性に合わせた翻訳も大きく貢献している。

### 影響
アメリカと同様に、本作は人気を博し再放送も行われている。また、その後の刑事ドラマにも多くの影響を与えた。
1980年代には『刑事コロンボ』と共に、イラスト化された後ろ姿が警視庁の募集ポスターに起用された。キャッチコピーは「コロンボも、コジャックも、最初は君（志願者）と同じ（一巡査）だった」。
手塚治虫の『ブラック・ジャック』や青池保子の『エロイカより愛をこめて』などの漫画にサバラスをモデルとした人物が登場するほか、宮崎駿もこの番組のファンであったことから、長編アニメ『紅の豚』で主演に森山を起用するきっかけとなった。
後にTBSで放映された『ハンチョウ〜神南署安積班〜』ではコジャック同様のキャラクターが設定された。
サバラス自身もこうした日本での人気を耳にし、森山に対しては感謝の意を表している。森山の出演作品がアメリカで上映された時は、森山の吹き替えを担当すると約束したが、森山の代表作となる『紅の豚』が全米で公開されたのは、サバラスの死後のことであった。

## 登場人物

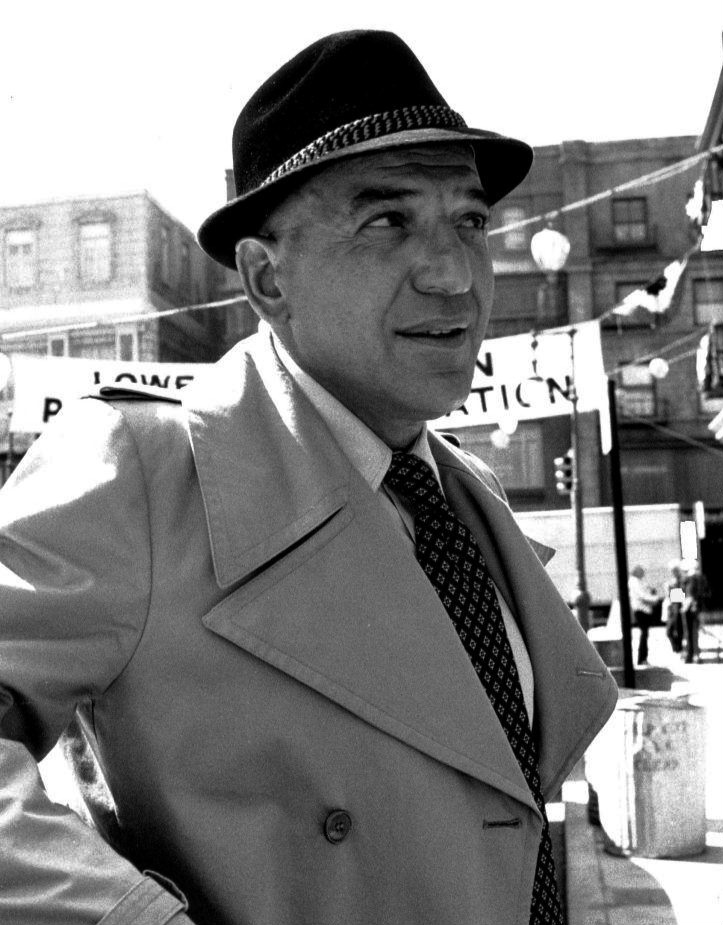
サバラスが演じたコジャック警部補

セオドポラス・コジャック警部補
演：テリー・サバラス、吹替：森山周一郎
ニューヨーク市警察マンハッタンサウス分署（11分署）刑事課所属。劇中の表記では警部補を意味するLtだが、日本語版は警部と呼称されている。愛称は“デカ長”（部下達から）や“チョーさん”（マクニール課長から）。
知性を感じさせる毒舌でふてぶてしい犯罪者や上層部をあしらいながら、犯罪を憎み、凶悪犯には非情ともいえる容赦ない態度で捜査に臨む硬派な面を持つ。その一方で、タバコではなくチュッパチャプスの棒付きキャンディー（禁煙のためにサバラスが取り入れた小道具）を愛用する一面もある。
愛用した覆面パトカーはビュイック・リーガル。放送当時は人気を博した。
“フランク”フランシス・マクニール警部
演：ダン・フレイザー、吹替：柳生博
コジャックが所属する刑事課の課長。愛称は“おやじさん”。のちに市警本部刑事部長となる。
“ボビー”ロバート・クロッカー刑事
演：ケヴィン・ドブスン、吹替：津嘉山正種　
スタブロス部長刑事
演：ジョージ・サバラス、吹替：神山卓三
最初の2シーズンでは“デモステネス”の名で出演。愛称は“子豚ちゃん”。
演じるジョージ・サバラスはテリー・サバラスの実弟である。
パーシー・サーパスティン刑事
演：マーク・ラッセル、吹替：若本紀昭
ユダヤ系。
リオネル・リッツォ刑事
演：ヴィンス・コンティ、吹替：千田光男
シーズン2以降に登場。イタリア系。日本版版では“リゾ”と呼ばれ、コジャックに“リゾンスキー”と呼びつけられる回もある。
ギル・ウィーヴァー刑事
演：ロジャー・ロビンソン
アフリカ系。
ゴメス刑事
演：ビクター・カンポス
スペイン系。

## スタッフ
- 製作：ジャック・レアード
- 製作総指揮：マシュー・ラフ、アビー・マン
- キャラクター創造：アビー・マン
- 音楽：ビリー・ゴールデンバーグ、ジョン・カカヴァス、キム・リッチモンド

### 日本語版
- 演出：岡本知、左近允洋
- 翻訳：額田やえ子
- プロデューサー：熊谷国雄
- 制作：グロービジョン、TBS
- 配給：日本MCA

エンディングテーマ
- 第3シーズン：「都会の片隅で」作詞：なかにし礼、作曲：川口真、歌：福沢良
- 第4シーズン：「愛よ永遠（とわ）に -Let Me Be, Too-」作詞：KC DAVID RANKIN、作編曲：梅垣達志、歌：鹿島とも子

## 復活と終了
TVシリーズ終了後も人気は衰えず、1985年2月に2時間のTVムービー「ベラルス・ファイル」（The Belarus File）で復活。他のレギュラー陣も、当時Knots Landingにレギュラー出演していたクロッカー役のドブソン以外が勢揃いしたが、その年の10月にスタブロス役のジョージが白血病で死去。2年後の1987年2月に再び2時間のTVムービー「幼児殺人・不倫の代償」（The Price of Justice）が制作され、この作品でコジャックは警部補から警部に昇格したが、コジャック以外のレギュラーメンバーは不在だった。いずれもTBSの『月曜ロードショー』内でコジャックの吹替に森山を再起用した上で放送。
1989年秋、ABCはこの年の2月にスタートした2時間のドラマ枠「ABCミステリー・ムービー」を土曜21：00の激戦区に移動するにあたり、「新・刑事コロンボ」「B.L.ストライカー」に続く目玉として、コジャックの新シリーズをスタートさせた。このシリーズではコジャック以外のレギュラー陣は一新され、デビュー間もないアンドレ・ブラウアーがコジャックの部下の若手刑事ウィンストン・ブレイク役で、またサバラスの実娘・キャンディスがコジャックの秘書パメラ役で出演した。ゲストでは第2話でドン・キングが本人役でカメオ出演したり、第4話ではかつてレギュラー出演者だったドブソンが「クロッカー検事補」役で出演したが、「ABCミステリー・ムービー」は視聴率が振るわずこの第2シーズンで打ち切りとなり、コジャックの新シリーズはわずか5回で終了となった。こちらは日本未放送。
サバラスの死後から10年以上が経過した2005年、アフリカ系黒人俳優ヴィング・レイムス主演でコジャックのリメイクが制作された。他のレギュラー陣の役名も「マクニール」「クロッカー」が復活（演じたのはチャズ・パルミンテリとマイケル・ケリー）、棒付きキャンディーやキメ台詞の "Who loves ya, baby?" といったアイテムも見られたが、シリーズは2か月で終了した。

## エミー賞受賞歴
- 主演男優賞・ドラマ部門：テリー・サバラス（1974年）
- 助演女優賞・ドラマ部門：ゾーラ・ランパート（1975年）